# Demon Hunter (álbum)
Demon Hunter es el primer álbum de estudio del grupo estadounidense de metalcore Demon Hunter, lanzado en 2002.
La canción «Infected» apareció en la banda sonora de la película Killing Floor 2 en 2015. Esta canción debutó en MTV2.
Se le considera uno de los mejores trabajos musicales del grupo, según la crítica especializada.

## Listado de canciones
| LP original |                              |              |          |  |
| N.º         | Título                       | Música       | Duración |  |
| 1.          | «Screams of the Undead»      | Demon Hunter | 4:34     |  |
| 2.          | «I Have Seen Where It Grows» | Demon Hunter | 3:14     |  |
| 3.          | «Infected»                   | Demon Hunter | 3:08     |  |
| 4.          | «My Throat Is an Open Grave» | Demon Hunter | 3:54     |  |
| 5.          | «Through the Black»          | Demon Hunter | 4:27     |  |
| 6.          | «Turn Your Back and Run»     | Demon Hunter | 3:46     |  |
| 7.          | «And the Sky Went Red»       | Demon Hunter | 0:29     |  |
| 8.          | «As We Wept»                 | Demon Hunter | 3:42     |  |
| 9.          | «A Broken Upper Hand»        | Demon Hunter | 4:28     |  |
| 10.         | «The Gauntlet»               | Demon Hunter | 6:56     |  |
| 36:38       |                              |              |          |  |

## Créditos
- Demon Hunter — Productor
- Brandon Ebel — Productor
- Troy Glessner — Máster
- Tim Harmon — Batería
- Kris McCaddon — Fotografía
- J.R. McNeely — Mezcla
- Aaron Mlasko — Batería
- Tyson Paoletti — A&R
- Latif Tayour — Asistente